# Marshall Space Flight Center
Marshall Space Flight Center (oficiálně The George C. Marshall Space Flight Center, zkratka MSFC, česky Marshallovo vesmírné letové středisko) je vedoucí vědecké středisko NASA pro výrobu raketových motorů, palivových nádrží, výcviku posádek, navrhování a výstavby Mezinárodní vesmírné stanice. Hlavní sídlo střediska se nachází v Redstone Arsenal v Huntsville, Alabama.
Středisko se honosí jménem na počest generála George Marshalla. Ve středisku se nachází také jedno z kontrolních středisek amerických raketoplánů známé pod zkratkou HOSC (Huntsville Operations Support Center). Doplňuje řídící středisko Kennedy Space Center (KSC) na Floridě.
Středisko vzniklo z US Army Ballistic Missile Agency a Army Ordnance Missile Command se správním střediskem v Redstone Arsenal. Přechod z vojenské správy (Armáda Spojených států) do civilní (NASA) se uskutečnil dne 1. července 1960 za vlády prezidenta Dwighta D. Eisenhowera, který o dva roky dříve ustanovil civilní agenturu NASA. Středisko se brzy stalo novým domovem německého raketového konstruktéra Wernhera von Brauna zajatého během II. světové války, který zde pokračoval ve vývoji raket pro Američany.

## Historické projekty
- Hermes, časné pokusy USA s ukořistěnými německými V-2
- Juno I, raketa jež vynesla první americký satelit, Explorer I
- Redstone, rakety středního dosahu, používané při misích programu Mercury
- Program Mercury
- PGM-19 Jupiter a Juno II
- Rakety Atlas, spolupráce s USAF na vývoji balistické střely a později úprava pro nosič kosmických lodí Mercury
- Program Gemini
- Titan, použití v programu Gemini
- Saturn, série raket používaných v programech Apollo a Skylab